# Litsea cauliflora
Litsea cauliflora là loài thực vật có hoa trong họ Nguyệt quế. Loài này được (Moon) Trim. miêu tả khoa học đầu tiên năm 1895.